# Pommiers-la-Placette
 Pommiers-la-Placette (también, Pommiers) era una comuna francesa situada en el departamento de Isère, en la región de Auvernia-Ródano-Alpes, que el 1 de enero de 2017 fue suprimida al fusionarse con la comuna de Saint-Julien-de-Raz, formando la comuna nueva de La Sure en Chartreuse.

## Demografía
| Gráfica de evolución demográfica de Pommiers-la-Placette entre 1800 y 2014 |
|                                                                            |

Los datos demográficos contemplados en este gráfico de la comuna de Pommiers-la-Placette se han cogido de 1800 a 1999 de la página francesa EHESS/Cassini, y los demás datos de la página del INSEE.